# 에오세
| 기                                           | 세       | 절             | 백만년전   |
| -------------------------------------------- | -------- | -------------- | ---------- |
| 신진기                                       | 마이오세 | 아키텐절       | 이후       |
| 고진기                                       | 올리고세 | 카티절         | 23.03–28.4 |
| 고진기                                       | 올리고세 | 루펠절         | 28.4–33.9  |
| 고진기                                       | 에오세   | 프리아보나절   | 33.9–37.2  |
| 고진기                                       | 에오세   | 바턴절         | 37.2–40.4  |
| 고진기                                       | 에오세   | 루테티아절     | 40.4–48.6  |
| 고진기                                       | 에오세   | 이퍼르절       | 48.6–55.8  |
| 고진기                                       | 팔레오세 | 타넷절         | 55.8–58.7  |
| 고진기                                       | 팔레오세 | 셸란절         | 58.7–61.7  |
| 고진기                                       | 팔레오세 | 다니아절       | 61.7–66    |
| 백악기                                       | 후기     | 마스트리흐트절 | 이전       |
| IUGS에 따른 고진기의 시대 구분. 2013년 기준. |          |                |            |

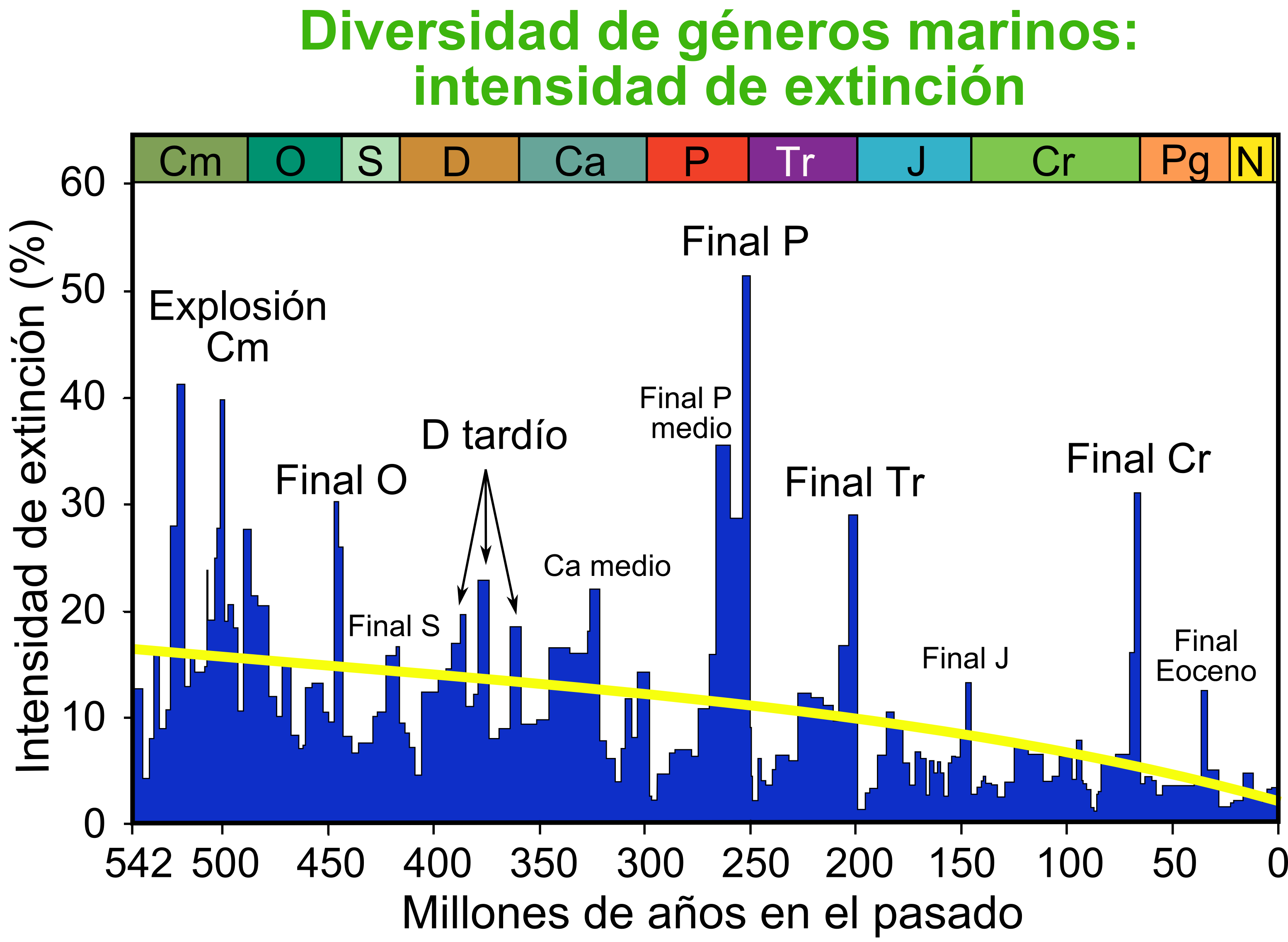

에오세(Eocene世/Eocene Epoch)는 지금으로부터 5,580만 년 전부터 3,390만 년 전까지의, 2,190만 년간의 시대를 말하며, 시신세(始新世)라고도 한다. 고제3기의 2번째 세이다. 팔레오세 바로 다음이다. 이름은 그리스어 ēōs(새벽)에서 유래한다. 부족류가 번성하였고 산림이 무성하여 많은 석탄층이 퇴적되었다. 거의 모든 포유류가 진화한 시기이다.

## 세부 분류
- 프리아보니아 (3720만 년 전 - 3390만 년 전)
- 바토니아 (4040만 년 전 - 3720만 년 전)
- 류테시아 (4860만 년 전 - 4040만 년전)
- 야프레시아 (5580만 년 전 - 4860만 년 전)

## 기후
팔레오세에 약간 떨어진 기온은 신생대 에오세부터 다시 온난화로 변하며, 신생대에서는 가장 고온, 다습한 시대가 되었다. 극지방 부근에도 빙상은 없고, 악어나 유대류의 화석이 출토되고 있다. 이 에오세의 말기, 혹은 다음의 올리고세 초기에는 일시적으로 기온이 갑자기 떨어지기는 했지만(신생대 에오세 종말 사건), 혜성이 빈번히 지구에 충돌했기 때문이라는 설도 있다. 또 당시 대규모 해퇴가 일어나, 바다의 면적이 감소한 것이 기온 저하의 원인이라고도 추측되고 있다.

## 해륙의 분포
초기에는 대규모 해퇴가 일어난 것 같다. 미국과 유럽은 대서양의 확대로 완전히 분리되었지만, 반대로 북아메리카와 아시아(시베리아)는 베링 해협 부근에서 자주 붙어서, 동물의 왕래가 있었다. 아프리카, 남아메리카, 오스트레일리아, 남극의 각 대륙은 바다에서 멀어져 고립되어 있었다. 알프스산맥과 히말라야산맥의 조산운동이 시작되었다. 북아메리카 서부의 조산운동도 계속되었다.

## 식생
고등 유공충류와 이매패류가 번성하였다.
현존하는 포유류의 대부분의 목은 신생대 에오세 초기에 나타나고 있다. 경우제목(鯨偶蹄目), 말목 등이 번성하기 시작했다. 고래류가 경우제목으로 나타나기 시작했던 것도 이 때이다. 새로운 목의 종의 상당수는 아직 작고, 10 kg 이하이지만, 윈타테리움(공각목, 恐角目 코뿔소 같은 것)과 같은 큰 동물이 출현하는 등, 포유류의 적응 방산이 시작되어 있다. 공각목, 범치목, 대치목(帶齒目, Taeniodonta)과 같은 원시적인 포유류의 상당수는 이 시대를 극복하지 못하고, 후기부터 말기에는 자취를 감추었다. 그 공백기에 새로운 포유류가 출현하여 제2차의 적응 방산이 시작되었다고 볼 수 있다. 조류의 현존목도 이 시대에 완전하게 나타난다.
북미와 유럽의 생물상은 유사한 점이 많아 이 시대까지 양 대륙이 연결되었던 흔적이다.
온난 습윤한 기후로 삼림이 잘 발달하였고, 초식 동물의 분포는 아직 한정되어 있었다.

## 같이 보기
- 지질 시대 - 현생누대 - 신생대